# Hlíðar
Hlíðar o Hlíðahverfi es un municipio del centro de Reikiavik, Islandia. 

## Territorio
Comprende los barrios de Hlíðar, Norðurmýri, Holt, Hlemmur, Suðurhlíðar y Öskjuhlíð. Limita al oeste con el distrito de Miðborg, al norte con el de Laugardalur y al este con el de Háaleiti. Al sur con el municipio de Kópavogur.  